# Abraham Loeb
Abraham "Avi" Loeb (en hebreo: אברהם "אבי" לייב, nacido en el moshav Beit Hanan, Israel, el 26 de febrero de 1962) es un físico teórico estadounidense-israelí especializado en astrofísica y cosmología.
Ocupa desde el 1 de julio de 2012 la cátedra Frank B. Baird Jr. de Ciencia en la Universidad de Harvard. Es director del departamento de Astronomía de Harvard desde el año 2011; desde 2016 es Presidente de la Comisión Consultiva del proyecto Breakthrough Starshot (cuyo objetivo es lanzar naves muy ligeras, con forma de vela, hacia las estrellas más cercanas utilizando un potente láser para impulsarlas) y fundador de la Iniciativa de Agujeros Negros de Harvard (el primer centro interdisciplinario en todo el mundo dedicado al estudio de los agujeros negros). Desde 2007 es también director del Instituto de Teoría y Computación (ITC) del Centro de Astrofísica Harvard-Smithsonian.
Loeb es miembro electo de la Academia Estadounidense de las Artes y las Ciencias, la Sociedad Americana de Física, y la Academia Internacional de Astronáutica. En julio de 2018 fue nombrado Presidente del Consejo de Física y Astronomía de las Academias Nacionales de Estados Unidos, el principal foro dentro de las Academias para los asuntos relacionados con los campos de la Física y la Astronomía, en el que se fijan los objetivos y misiones científicas por periodos de diez años. En abril de 2020 Loeb fue elegido miembro del Consejo de Asesores del Presidente sobre Ciencia y Tecnología (PCAST) de la Casa Blanca.
En diciembre de 2012, la revista TIME incluyó a Loeb como una de las 25 personas más influyentes en ciencias espaciales. En 2015, fue nombrado Director de Ciencia Teórica del proyecto Breakthrough Starshot, que concede anualmente un premio homónimo a destacadas contribuciones a la Biología, la Física Fundamental y las Matemáticas. En 2018, Loeb llama la atención de los medios de comunicación al sugerir que una nave extraterrestre podría haber visitado nuestro sistema solar, basando esta afirmación en la observación de un comportamiento nada habitual del objeto interestelar ʻOumuamua. En 2019, junto con Amir Siraj, estudiante de Harvard, publica en Arxiv el descubrimiento a posteriori de un asteroide de inferior tamaño a ʻOumuamua (0,45 m comparado con los 100 m de este), tras investigar la abundancia de estos cuerpos y descubrir la trayectoria hiperbólica de un bólido detectado y censado en 2014 por el CNEOS (centro dependiente de la NASA que cataloga los objetos próximos a la Tierra), determinando así su origen en el exterior del Sistema Solar.

## Carrera
Tras demostrar unas destacadas habilidades para las ciencias entró a formar parte del programa Talpiot que le permitía realizar estudios universitarios mientras realizaba el servicio militar obligatorio. Se licenció en Física del Plasma por la Universidad Hebrea de Jerusalén a los 24 años. Entre 1988 y 1993, Loeb fue miembro del Instituto de Estudios Avanzados de Princeton, donde empezó a trabajar en astrofísica. En 1993, entra como ayudante de cátedra en el departamento de Astronomía de la Universidad de Harvard, donde será nombrado Profesor Titular tres años más tarde.
Loeb ha publicado cerca de setecientos artículos científicos sobre varias áreas de la astrofísica y la cosmología, incluyendo las primeras estrellas, la época de la reionización, la formación y evolución de agujeros negros masivos, la búsqueda de vida extraterrestre, las lentes gravitacionales causadas por planetas, las explosiones de rayos gamma (GRBs) a elevados corrimientos al rojo, la cosmología de 21 cm, el uso del bosque Lyman-alfa para medir la aceleración/desaceleración del universo en tiempo real (que recibe el nombre de «prueba de Sandage-Loeb»), la futura colisión entre la Vía Láctea y la galaxia de Andrómeda, el futuro de la astronomía extragaláctica, las implicaciones astrofísicas del retroceso de los agujeros negros en las fusiones entre galaxias, los eventos de disrupción de marea de estrellas que se acercan a un agujero negro, y la obtención de imágenes del contorno de los agujeros negros.
Algunos de sus artículos, como las microlentes originadas por planetas y la cosmología de 21 cm (centímetros), están considerados seminales, y a día de hoy son muchos los astrofísicos que trabajan en estos nuevos campos. Muchas de las predicciones de Loeb han sido confirmadas en los últimos años. En 1992, propuso junto a Andy Gould que los exoplanetas podrían ser detectados por medio de las microlentes gravitacionales, una técnica utilizada ampliamente en la actualidad. En 1993 propuso el uso de la línea de estructura fina del catión de carbono C+ para descubrir galaxias con elevados corrimientos al rojo; otra técnica que se usa hoy día de manera rutinaria. En 2005 pronosticó, en una serie de investigaciones con Avery Broderick, la apariencia que tendría un punto caliente orbitando alrededor de un agujero negro; sus predicciones fueron confirmadas en 2018 por el instrumento GRAVITY del telescopio VLT al captar el movimiento circular de la luz alrededor del agujero negro supermasivo ubicado en el centro de la Vía Láctea, SgrA*. En 2009, Broderick y Loeb predijeron la sombra de un agujero negro en la galaxia elíptica gigante M87, el cual fue observado en 2019 por el Telescopio del Horizonte de Eventos. En 2013 se hizo público el descubrimiento del exoplaneta Kepler 76b, el primer exoplaneta tipo Júpiter caliente detectado mediante la técnica de desviación relativista de la luz procedente de su estrella, una técnica propuesta por Loeb y Scott Gaudi en 2003. Además, se descubrió un púlsar alrededor de SgrA*, confirmando una predicción realizada por Pfahl y Loeb en 2004. También, se descubrió una estrella hiperveloz en la galaxia de Andrómeda, ya pronosticada por Sherwin, Loeb, y O'Leary en 2008. Junto con Paolo Pani, Loeb demostró en 2013 que los agujeros negros primordiales de masas comprendidas entre la de la Luna y el Sol no pueden formar la materia oscura. Este descubrimiento tuvo tal repercusión que fue publicado en la revista TIME.
Loeb dirigió un equipo que descubrió evidencias del nacimiento de un agujero negro en la joven y cercana supernova SN1979C. En colaboración con Dan Maoz, demostró en 2013 que los biomarcadores, como el oxígeno molecular (O2), podrán ser pronto detectados por el Telescopio Espacial James Webb (JWST, en sus siglas en inglés) en la atmósfera de planetas de masa similar a la Tierra que se encuentren en la zona de habitabilidad de sistemas con estrellas enanas blancas. Junto a James Guillochon, Loeb predijo la existencia de una nueva población de estrellas que se mueven a velocidades cercanas a la luz a lo largo del universo. Junto a John Forbes y Howard Chen, de la Universidad del Noroeste, Loeb hizo otra predicción: que planetas de tamaño inferior a Neptuno habrían sido transformados en planetas rocosos, llamados supertierras, por acción del agujero negro supermasivo que se halla en el centro de la Vía Láctea, Sagitario A*.

### Universo primigenio
Loeb estuvo entre los primeros teóricos que impulsaron la investigación sobre el «amanecer cósmico» de las primeras estrellas y galaxias. En una serie de investigaciones con sus estudiantes y doctorandos analizó cómo y cuándo se formaron las primeras estrellas y los agujeros negros y los efectos que tuvieron en los primeros instantes del universo. Junto a su estudiante Steve Furlanetto (actualmente profesor en UCLA), Loeb publicó en diciembre de 2012 un extenso libro titulado «Las Primeras Galaxias del Universo». Actualmente está escribiendo un libro titulado «Vida Extraterrestre: De los Indicadores Biológicos a los Tecnológicos» con su doctorando Manasvi Lingam, que será publicado por la editorial Harvard University Press. En 2013, Loeb acuñó el concepto de «Época Habitable del Universo Primigenio», y orientó académicamente al estudiante de Harvard Henry Lin acerca de la posible detección de  contaminación industrial en exoplanetas como método para encontrar civilizaciones extraterrestres.

### ʻOumuamua
En diciembre de 2017, debido a la inusual forma alargada del objeto interestelar ʻOumuamua, Loeb propuso que el Telescopio de Green Bank situado en Virginia Occidental buscase en él posibles emisiones de radio que pudieran dar pistas de un hipotético origen artificial, a pesar de que otros radiotelescopios como el Telescopio Allen del Instituto SETI habían rastreado tales emisiones de manera infructuosa. El 13 de diciembre de 2017, el Telescopio de Green Bank observó el asteroide durante seis horas en cuatro bandas diferentes de frecuencia. No se detectó ninguna señal de radio procedente de ʻOumuamua en ese rango de frecuencias.
El 26 de octubre de 2018, Loeb y su doctorando Shmuel Bialy publicaron un artículo en el que planteaban la posibilidad de que el objeto interestelar ʻOumuamua fuese una vela solar artificial impulsada por presión de la radiación solar tras su paso por el perihelio, como explicación a las observaciones de su aceleración no gravitacional. Otros científicos declararon que las evidencias eran insuficientes como para tener en cuenta esa posibilidad y que una vela solar en rotación, como se había observado, no sería capaz de acelerarse. En respuesta a estos científicos, Loeb escribió un artículo que detallaba las seis propiedades anómalas de ʻOumuamua que lo convertían en un objeto inusual y lo diferenciaba de cualquier cometa o asteroide conocido.
El 27 de noviembre de 2018, Loeb y su estudiante de la Universidad de Harvard, Amir Siraj, propusieron buscar objetos similares a ʻOumuamua que hubiesen acabado atrapados en el sistema solar como resultado de una pérdida de energía orbital por un acercamiento a Júpiter. Identificaron 4 posibles objetos interestelares atrapados (2011 SP25, 2017 RR2, 2017 SV13 y 2018 TL6) y propusieron futuras misiones para visitarlos Señalaron asimismo que en los futuros censos de estrellas, como los realizados por el Gran Telescopio para Rastreos Sinópticos (LSST), tendrían que encontrarse muchos más objetos como estos. El 16 de abril de 2019, Loeb y Amir Siraj publicaron el descubrimiento del primer objeto de origen interestelar, anterior a ʻOumuamua; fechado en 2014 por el catálogo del CNEOS.
En 2021 y debido a las características en la forma, la manera de movimiento y de cómo reflejaba la luz solar ʻOumuamua, entrevistado Avi Loeb afirmó que la única posibilidad plausible es que […] haya sido fabricado por una civilización extraterrestre […] En 2021 publicó su libro "Extraterrestre - La humanidad ante el primer signo de vida inteligente más allá de la Tierra".
En entrevistas y charlas con periodistas y colegas del mundo académico, Loeb se ha convertido en una de las voces que más promueven la necesidad de investigar la existencia de vida alienígena.

## Publicaciones
En 2006, Loeb apareció en la portada de la revista TIME con un reportaje sobre las primeras estrellas y en un artículo de Scientific American sobre Edades Oscuras del universo. En 2008, su reportaje sobre agujeros negros apareció en la portada de la revista del Instituto Smithsoniano. Ese mismo año fueron dos las portadas con reportajes de su autoría en la revista Astronomy, uno sobre la futura colisión entre la Vía Láctea y la Galaxia de Andrómeda y otro sobre el futuro del universo.
En 2009, publicó un artículo en la revista Scientific American sobre una nueva técnica para «fotografiar» el contorno de un agujero negro. En 2010 escribió un libro titulado «¿Cómo se formaron las primeras estrellas y galaxias?», publicado por la editorial de la Universidad de Princeton. Ese mismo año, Loeb escribió un artículo que animaba a los investigadores jóvenes a ser creativos. En 2011, junto con E.L. Turner, propuso una nueva técnica para detectar objetos iluminados de forma artificial tanto en el Sistema Solar como fuera de él. En 2012, junto con I. Ginsburg, demostró que los planetas pueden pasar por delante de una estrella hiperveloz (estrellas que se mueven a una velocidad superior a la media de estrellas de la galaxia tras haber sido expulsadas del centro de la galaxia) o ser expulsados a una fracción de la velocidad de la luz cerca del agujero negro que hay en el centro de la Vía Láctea.
La revista Science publicó un detallado artículo sobre la carrera de Loeb en abril de 2013, y la revista Discovery, en abril de 2014, un reportaje sobre su investigación pionera sobre las primeras estrellas. El periódico The New York Times publicó otro reportaje sobre Loeb en diciembre de 2014. En mayo de 2015, la revista Astronomy ofreció una grabación en formato pódcast de una entrevista de una hora de duración con Loeb en su serie de encuentros con «Superestrellas de la Astronomía».
En abril de 2016, Stephen Hawking visitó a Loeb en su casa y asistió a las inauguraciones de los proyectos Starshot y Black Hole, liderados por Loeb.
El último libro electrónico sobre Loeb detalla su carrera desde su infancia en una granja y su temprano interés por la filosofía hasta que alcanza la dirección del departamento de Astronomía de Harvard y del Instituto de Teoría y Computación (ITC). En él plasma sus opiniones acerca de la importancia de correr riesgos en la tarea investigadora. Loeb escribe de forma periódica artículos de opinión sobre ciencia y políticas de ciencia y tecnología.

## Premios y nombramientos
Loeb ha recibido muchos premios, incluyendo el Premio Kennedy en 1987, el Premio Guggenheim en 2002, una invitación a realizar una estancia como profesor y conferenciante, en honor al astrofísico Edwin Salpeter, en la Universidad Cornell en 2006, una invitación del mismo tipo en honor al astrofísico John Bahcall en la Universidad de Tel Aviv en 2006, una estancia similar en honor a Merle Kingsley en el Instituto de Tecnología de California en 2007, una estancia en el Instituto Australiano de Física de la Universidad de Melbourne en 2007, otra estancia en los Observatorios Carnegie en 2009, otra en el Observatorio Las Cumbres en Santa Bárbara en 2011, una estancia en honor a Sackler en el Observatorio de Leiden en 2011; le fue otorgada la Cattedra Galileiana durante el curso 2011/2012 en la Escuela Normal Superior de Pisa, y la beca de investigación Miegunyah en la Universidad de Melbourne en 2013.
Durante dos décadas fue profesor Visitante en el Instituto Weizmann de Ciencias, y desde 2011 ocupa la Cátedra Sackler en la Escuela de Física y Astronomía en la Universidad de Tel Aviv. En 2012 Loeb fue elegido miembro de la Academia Estadounidense de las Artes y las Ciencias. En 2013, recibió el Premio Chambliss otorgado por la Sociedad Astronómica Estadounidense por el libro que publicó en 2010.
En 2020, ha sido nombrado uno de los 14 israelíes más relevantes de la última década.